# Manuel Petrossian
Pour les articles homonymes, voir Petrossian.
Manuel Petrossian est un joueur d'échecs arménien né le 6 mai 1998. 
Au 1er mars 2019, il est le 14e joueur arménien avec un classement Elo de 2 564 points.

## Biographie et carrière
Grand maître international depuis 2017, Manuel Petrossian a remporté :
- le championnat d'Europe des moins de 18 ans en 2016 ;
- le championnat du monde des moins de 18 ans en 2016 ;
- la médaille d'argent au championnat du monde d'échecs junior (moins de 20 ans) de 2017[2].

Manuel Petrossian remporte le championnat d'Arménie d'échecs en 2022.